# Chiesa di Santa Maria in Albe
La chiesa di Santa Maria in Albe era un edificio di culto situato ad Albe, frazione di Massa d'Albe (AQ) in Abruzzo.

## Storia e descrizione
La chiesa altomedievale di Santa Maria risale all'XI secolo. Venne edificata sui resti di una domus romana addossata al perimetro murario di Alba Fucens, in località Aia di Santa Maria. A pianta longitudinale, possedeva tre navate. Svolse la funzione di chiesa sepolcrale tra l'XI e il XVII secolo. Alcune monete riemerse con la campagna di scavi del sito archeologico sono databili tra il XII e il XV secolo.
Considerata come una chiesa madre, da essa dipendevano altre chiese dei centri limitrofi di Forme, Castelnuovo, Antrosano, San Pelino, Massa Superiore (nota come Massa Corona) e Massa Inferiore. Ad Albe erano presenti anche la chiesa di San Pietro e quelle benedettine citate in documenti ecclesiastici del IX secolo di Sant'Angelo in Albe e di Sant'Andrea in Colle d'Albe.
Nel 1114 in una bolla di Papa Pasquale II è indicata come pieve di pertinenza del vescovo dei Marsi Berardo.
Nella bolla pontificia di Papa Clemente III la pieve di Santa Maria in Albe risultò inclusa nei confini amministrativi della diocesi marsicana, mantenendo tuttavia una certa autonomia e il primo posto nel concilio vescovile diocesano subito dopo quello della cattedrale di Pescina.
Nel 1602, stando ad un codice amanuense di autore ignoto, le ville nei dintorni si distaccarono dalla chiesa madre, così il camerario di Napoli le dovette tassare con un tributo che si basava sul focatico.
Così facendo la chiesa madre di Santa Maria in Albe perse d'importanza, mentre la chiesa di San Nicola divenne la nuova chiesa madre assumendo il titolo di collegiata.
Già in fase di abbandono e ampiamente diroccata andò completamente distrutta nel 1915 a causa del terremoto della Marsica.
Della chiesa feudale restano poche tracce e il toponimo della località Santa Maria degli Albenzi, situata però ad alcune centinaia di metri dal sito archeologico e dal borgo medievale.